# Mostra d'Art Jove de Granollers
La Mostra d'Art Jove de Granollers és una de les exposicions clau de l'Art conceptual català.
La primera mostra se celebra a Granollers el maig de 1971, en homenatge a Joan Miró.
Presenta obres al carrer i en la qual participen Ferran García-Sevilla, Carles Pazos, Àngel Jové, Lluís Utrilla, Jordi Benito, Silvia Gubern, Joan Pere Viladecans, Miquel Cunyat, Francesc Abad i Jordi Teixidor, entre d'altres.
Amb motiu de l'exposició es publica un manifest defensant la importància de les obres efímeres, l'art al carrer i la participació de l'espectador. A més, Josep Ponsatí eleva el seu primer inflable.
L'any següent se celebra la segona Mostra d'Art Jove de Granollers, a la qual participen Ferran García- Sevilla, Miquel Cunyat, Lluís Utrilla, Jordi Benito, Joan-Josep Belmonte, Xavier Olivé, Francesc Torres, Roc Alabern, Josep Navarro, Olga Pijoan, Carlos Pazos, Alícia Fingerhut, Francesc Sastre, Frederic Amat, Margarida Camps i Oscar Domínguez, entre d'altres.